# República Restaurada
La República Restaurada o República Triunfante fue un periodo histórico de México que comprende entre la derrota del Segundo Imperio en 1867 hasta el inicio del Porfiriato en 1876. La restauración republicana en México comenzó el 15 de julio de 1867, cuando Benito Juárez regresó a la Ciudad de México luego de su victoria contra el Segundo Imperio. Generalmente se considera que terminó en 1876, cuando Sebastián Lerdo de Tejada, sucesor de Juárez (muerto en 1872), fue derrocado por la revolución encabezada por Porfirio Díaz. Díaz encabezó una última rebelión en 1876, contra la reelección de Lerdo. Luego de una campaña bastante mala para sus tropas, logró vencer a los federales en Tecoac y entrar triunfante a la capital en noviembre de 1876, con lo que comienza el Porfiriato. 
Entre 1865 y 1867, se registraron varios sucesos en el ámbito internacional que influyeron en la caída del segundo imperio. En Europa, las tensiones entre varios países estaban a punto de detonar enfrentamientos bélicos en los que estaría involucrada la Francia de Napoleón III. Este hecho provocó que el gobierno francés retirara el apoyo a Maximiliano de Habsburgo cuya presencia en México se había prolongado a pesar de la férrea oposición de Benito Juárez.

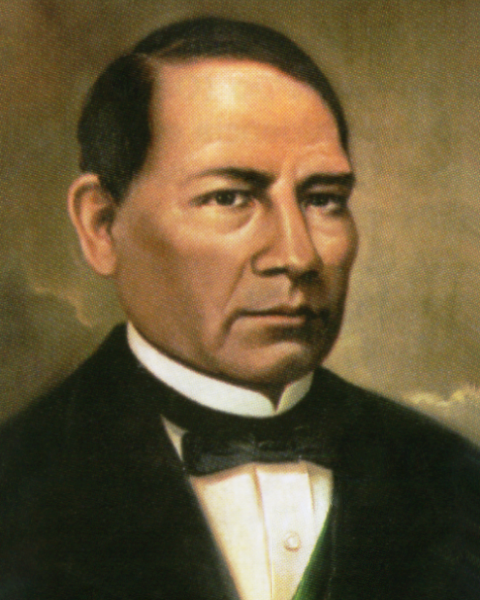
Benito Juárez, primer presidente de la República Restaurada (1867-1872)

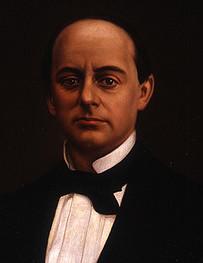
Sebastián Lerdo de Tejada, segundo y último presidente de la República Restaurada (1872-1876)

Juárez de inmediato convocó a elecciones, en las que resultó triunfador, y su siguiente período presidencial estuvo orientado a reparar la economía, impulsar la educación, fomentar la seguridad pública, terminar con las gavillas de ladrones y caciques que asolaban al país. Al presentarse el período electoral de 1871 , los candidatos fueron Juárez, Lerdo y Díaz. Luego de unas elecciones con altas sospechas de fraude electoral, Juárez se reeligió y Díaz proclamó el Plan de la Noria con el que desconocía a Juárez. Una nueva revolución sacudió al país, pero en julio de 1872 Juárez murió y la revuelta, prácticamente derrotada, debió acogerse al indulto del nuevo presidente: Sebastián Lerdo de Tejada.
La república restaurada significó la cristalización de los ideales liberales y el periodo donde se consolidó la actividad legislativa, pues en 1874 se restauró el Senado, que la Constitución de 1857 había abolido. El federalismo enfrentó varios problemas, como las numerosas revueltas que se produjeron bajo Lerdo, cuyo excesivo jacobinismo le granjeó la enemistad del clero y de las clases altas.

## Antecedentes
En abril de 1865 —primer aniversario de la aceptación del trono de México por Maximiliano—, quiso el archiduque expedir una serie de decretos en busca de mayor popularidad que, desgraciadamente para él, produjeron el efecto contrario. Entre tales leyes se dio una de imprenta que aparentemente garantizaba la libertad de prensa, pero que estudiándola con detenimiento resultaba todo lo contrario. Dicha ley consignaba que nadie podría ser molestado por sus opiniones y que todos tenían derecho de imprimirlas y circularlas sin que hubiese necesidad de censura alguna, pero al quedar enumerados los abusos a la libertad de imprenta, se veía desaparecer a esta como por arte de magia, ya que se consideraban faltas a la ley el atacar al Emperador o a los miembros de la casa reinante; dar noticias falsas o alarmantes; publicar algo que inquietara al pueblo y lo lanzara a la rebelión; ironizar contra las autoridades, etc. Además establecía los dos procedimientos, judicial y administrativo, que terminaban con la escasa garantía que pudiera esperarse del primero. Ese mismo día, Maximiliano puso en libertad a varios periodistas que habían atacado las iniquidades cometidas por las cortes marciales, no sin antes consultarlo y quizá suplicarlo al mariscal Bazaine.
Ocho días después del citado decreto sobre la imprenta, Maximiliano salió de la capital rumbo al este, para conocer algunos pueblos y observar el adelanto de las obras del ferrocarril México-Veracruz, según informó El Diario del Imperio. Pese a todo, este servicio no fue puesto a funcionar sino hasta la administración del presidente Sebastián Lerdo de Tejada. Las guerras continuas impidieron terminarlo antes.
A fines de 1865, Maximiliano fue engañado por el mariscal Bazaine, este le dijo que Juárez había salido del territorio nacional y el Emperador lanzó una proclama que decía: «Mexicanos: la causa que con tanto valor y constancia sostuvo don Benito Juárez había ya sucumbido no solo a la voluntad nacional, sino ante la misma ley que este caudillo invocaba en apoyo de sus títulos, Hoy, hasta la bandera en que degeneró dicha causa ha quedado abandonada por la salida de su jefe del territorio patrio».
Maximiliano reviviendo la ley juarista del 25 de enero de 1862, aprobó que se ejecutara «dentro de 24 horas a todo el que fuera cogido con las armas en la mano, cualquiera que fuera la causa política que defendía, así como a sus cómplices y encubridores». A esta ley acompañó Bazaine una circular confidencial fechada el 11 del mismo mes, en que ordenaba a sus tropas que no se hicieran prisioneros, sino que todo individuo cogido con armas debía ser fusilado; porque, decía, «es preciso por ambas partes matar o hacerse matar».
En efecto, boicoteado por Bazaine, el Ejército Imperial Mexicano empezó la evacuación del cuerpo expedicionario francés por órdenes de Napoleón, quien sentía ya la presión americana y la amenaza de Prusia, el gobierno de Maximiliano comenzó a tambalearse peligrosamente. A principios de 1866, en marzo, El Diario del Imperio publicó la noticia de que el Emperador intentaría que le preservaran la ayuda napoleónica: el intento de Maximiliano por conseguir que el ejército francés permaneciera tres años más en México estaba destinado al fracaso más estrepitoso.
Las tropas juaristas empezaron a avanzar inexorablemente hacia el centro del país, eficazmente auxiliadas por la Casa Blanca. «Mi ejército apoyaba —revela en sus memorias el general americano Sheridan—, estimulaba y proveía a los liberales mexicanos con abundancia de armas y bastimentos, dejándolos a conveniente distancia, junto al río, y del lado americano... De solo el arsenal de Baton Rouge les mandamos 30 mil fusiles».
El presidente Johnson se quejó con Napoleón III por la presencia de dos ministros franceses en el gabinete del Emperador de México, decía: «ataca las buenas relaciones entre los Estados Unidos y Francia, porque el Congreso y el pueblo de los Estados Unidos podrían ver en este hecho un indicio incompatible con el compromiso de llamar de México al cuerpo expedicionario francés».
Arribó a Matamoros un barco americano cargado con 8 mil pistolas, 4700 rifles, dos baterías de 12 piezas de artillería cada una, enorme cantidad de pertrechos y peritos norteamericanos para el general Mariano Escobedo. Por su parte, Ramón Corona, otro jefe juarista, recibía el auxilio de otros expertos procedentes de la Alta California as! como gran cantidad de armas. Sin embargo, el 12 de junio de 1866 —segundo aniversario de la entrada de Maximiliano a México— El Diario del Imperio presentaba un panorama totalmente halagüeño y predecía grandes cosas para el futuro. Había comenzado el principio del fin.
Tras el fracaso del viaje de Carlota a Europa y de su posterior locura, se intentó ocultar todo esto para no provocar más pánico entre los imperialistas. Pero el 2 de octubre de 1866, El Diario del Imperio, anunciaba falsamente el retorno de la Emperatriz: «Con las noticias recibidas por el correo de ayer, se ha sabido que S. M. la emperatriz debe haber concluido los diversos negocios de su misión. S. M. se propone volver por el vapor del 16 de octubre; de modo que se espera su llegada a Veracruz para el día ocho o diez de noviembre. Por ahora S. M. se encuentra en Roma».
Al empezar 1867 la situación del Imperio era muy precaria y el fin se adivinaba ya. A excepción del triunfo de Miramón en Zacatecas, en que estuvo a punto de capturar a Juárez, las armas republicanas se adueñaron de la situación. La última esperanza era Querétaro, y hacia allá se dirigió el emperador Maximiliano para librar su última batalla. La derrota del general Márquez causó profunda impresión en México (no se supo en Querétaro), donde había publicado falsamente el Diario del Imperio que el lugarteniente había tomado Puebla y rechazado al general Porfirio Díaz, quien se retiraba herido.
El fin lo apresuró la traición del coronel Miguel López, comandante del Regimiento de la Emperatriz, quien por cierta cantidad de dinero y garantizada la vida, entregó a los republicanos el convento de La Cruz la madrugada del 15 de mayo de 1867. Maximiliano, Miramón y Mejía fueron hechos prisioneros, juzgados y ejecutados el 19 de junio del propio año en el Cerro de las Campanas.
Juárez entró a la capital de la República el 15 de julio de 1867. Y ese mismo día empezó a gestarse la revolución en turno. Resulta que el 20 de junio de aquel año, don Porfirio Díaz, comandante en jefe del Ejército de Oriente, ocupó la Ciudad de México tras un prolongado sitio y de inmediato se dio a la tarea de arreglar un poco la desolada urbe para recibir dignamente al Presidente, y para el efecto mandó instalar una serie de arcos triunfales, inscripciones y banderolas, que iban desde Chapultepec hasta Palacio Nacional. Pero al acercarse Juárez en su negra carroza hacia la capital aquel 15 de julio, recibió fríamente al general Díaz, que con su escolta había acudido a darle la bienvenida. Al parecer, el hombre de Guelatao envidiaba al caudillo militar por sus triunfos y su creciente popularidad.
Advertido de la falta de tacto político de Juárez, don Sebastián Lerdo de Tejada —que viajaba en otro coche detrás del Presidente— invitó al general Díaz a hacer el recorrido en su compañía para limar un poco las asperezas, y aunque don Porfirio aceptó, no dejó de sentirse ofendido por aquella actitud. Pero no fue solo esto lo que distanció políticamente a los dos hombres de Oaxaca, puesto que existían dos antecedentes más de descortesía juarista a don Porfirio: al derrotar el general Díaz al imperialista Márquez en San Lorenzo —batalla crucial para la caída final del Imperio— y dar su triunfal parte de guerra al gobierno, don Benito ni siquiera se dignó contestarle personalmente, y solo lo hizo por medio de su secretario en una fría misiva que decía: «El Presidente ha sido informado de que usted ha ocupado la ciudad de Puebla». Y cuando al caer prisionero el general Tomás O'Horán, don Porfirio solicitó el indulto, Juárez ordenó la inmediata ejecución del militar imperialista. Como se aprecia, no era muy halagüeña la perspectiva de buenas relaciones entre los dos hombres.
Licenciada la mayor parte del ejército republicano —medida esta que provocó el descontento porque los antiguos combatientes se convirtieron en salteadores—, don Porfirio pidió su baja del ejército, no sin antes devolver al gobierno juarista cien mil pesos sobrantes de sus campañas, acompañados de una meticulosa lista de sus egresos. Todo esto aumentó la popularidad del entonces joven general y debilitó en no poca magnitud la del Presidente. Reafirmado don Benito en el poder en diciembre de ese mismo año, empezó a percibirse cierta efervescencia en el seno mismo del Partido Liberal, en el que por momentos crecía la oposición al reeleccionismo de Juárez. Y si la inquietud política parecía despertar nuevamente, el año de 1868 «vio un importante renacimiento literario de México, íntimamente relacionado con el desarrollo de la prensa. Se establecían periódicos, se formaban sociedades literarias y se celebraban sesiones en que se leían poesías, artículos en prosa y discursos, ante un público entusiasta».

## Retorno de Juárez
Hacia 1867, Benito Juárez había recuperado para la causa liberal varias de las plazas ocupadas por los imperialistas, llegando incluso hasta San Luis Potosí, donde esperó para recuperar el centro del país. La república itinerante había perdido hombres durante la lucha, en este momento destacaban en sus filas militares de la talla del general Porfirio Díaz cuya labor durante la guerra contra Francia sería fundamental, sobre todo, en el sitio y toma de la ciudad de Puebla, que todos se los convirtió en el famoso «héroe del 2 de abril».
Benito Juárez murió el 18 de julio del 1872. 
Gradualmente los jefes militares ganaron terreno y, al capitular Querétaro, Maximiliano fue aprehendido y, luego de un juicio sumario, fue encontrado culpable de traición y sentenciado a morir brutalmente.
Al periodo que va desde el triunfo del bando republicano sobre el imperio, hasta el establecimiento del primer periodo presidencial del general Díaz se le denomina la «República Restaurada».
Durante el periodo de la «República restaurada», Benito Juárez fue elegido presidente de la República en dos ocasiones más, pero en la última no obtuvo la mayoría de los votos.
Una vez muerto Juárez, en 1872, el general Díaz se convirtió en una de las figuras políticas más importantes del país. Aspirando siempre a obtener la presidencia de México.
Díaz tomó el poder político del país mediante el triunfo de la sublevación militar que surgió en contra de la reelección de Lerdo de Tejada. Una vez en el poder, actuó hábilmente para crear una red política que le permitiera establecer un cierto orden y los mecanismos para permanecer en el cargo del poder ejecutivo por más de ocho periodos, entre los cuales siete fueron de manera consecutiva.
La República fue restaurada en 1867, cuando los franceses salieron de México. Juárez se dedicó a reconstruir el país y a cumplir con los mandatos de la constitución de 1857. La sociedad se secularizó, y el gobierno intenta atraer a la inversión extranjera con la pacificación del país y con proyectos que actualizaban la infraestructura de transporte.
Los gobiernos de Benito Juárez (1867-1872) y de Sebastián Lerdo de Tejada (1872-1876) se propusieron modernizar el país tras tantos años de guerra. Entre sus planes se incluían la diversificación de la agricultura, el establecimiento de industrias, la construcción de una sólida infraestructura de comunicaciones y, sobre todo, la generalización de la enseñanza.
Los planes económicos no llegaron a materializarse totalmente, aunque se inició la construcción de líneas de ferrocarril y se logró pacificar parcialmente el país. Se frenó la servidumbre de los peones agrícolas, se promovieron asociaciones de trabajadores y se instauró una enseñanza elemental, gratuita, obligatoria y laica.

## La educación durante la República restaurada
Desde 1861 Juárez había promulgado una ley de educación, en la cual se reflejaba la convicción de que el gobierno tenía que controlar este medio de formación de ciudadanos: «La instrucción primaria, en el Distrito y Territorios, queda bajo la inspección federal, la que abrirá escuelas para niños de ambos sexos, y auxiliará con sus fondos las que sostengan por sociedades de beneficencia y por las municipales, a efecto de que se sujeten todas al presente plan de estudios… El mismo gobierno federal sostendrá en los Estados profesores para niños y niñas, que se destinarán a la enseñanza elemental en los pueblos cortos que carezcan de escuela».
A las materias de la primaria elemental, moral, lectura, escritura, gramática, aritmética, sistema de pesos y medidas y canto, se le agregaba el estudio de las leyes fundamentales del país. Asimismo en la instrucción primaria elemental y perfecta, se exigía el estudio de la constitución y de la historia del país.
Se pensó que eso sería suficiente para sentar las bases que permitirían la derrota espiritual del clero pero la falta de fondos y el caos que vinieron de inmediato impidieron que se llevaran a cabo los planes.
Después de la intervención los liberales habían perdido la fe en la libertad y aunque la Constitución iba a seguir garantizando la libertad de enseñanza, se iba a operar un control mayor de la educación por el estado.
El doctor José María Luis Mora decía que para mejorar al pueblo había que arrancar el monopolio que el clero tenía en la educación pública, por medio de la difusión de los medios de aprender y la inculcación de los deberes sociales.
Se formó una comisión para discutir las condiciones de una ley de instrucción y el 2 de diciembre de 1867 resultó la ley orgánica de la Instrucción Pública. Dicha ley establecía la instrucción primaria gratuita para los pobres y obligatoria, excluía toda enseñanza religiosa del plan de estudios, en cambio enseñaba moral, obligaciones y derechos de los ciudadanos, historia y geografía del país. Entró en vigor el 24 de enero de 1868 en el Distrito y los Territorios Federales.
Gabino Barreda fue el encargado de la tarea de reorganización de la educación, llamado por el presidente Juárez, y adaptó el lema del positivismo «amor, orden y progreso» a «libertad, orden y progreso» y colocó a la Lógica en el lugar supremo de materias.

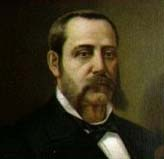
Gabino Barreda fundador de la Escuela Nacional Preparatoria.

Barreda fue el fundador de la Escuela Nacional Preparatoria en el Antiguo Colegio de San Ildefonso, institución educativa más importante del país con expresión positivista.
Al aparecer la reforma a la ley orgánica de instrucción pública en 1869 se demostró que la educación pública seguía siendo la preocupación esencial de la República Restaurada.
Durante la presidencia de Sebastián Lerdo de Tejada, se incorporaron las Leyes de Reforma a la Constitución y se promulgó la Ley de Adiciones y Reformas el 25 de septiembre de 1873 que se oponía a la existencia de órdenes religiosas y establecía el laicismo en todo el país.
Esta fue la última acción legislativa de importancia que en materia educativa se decretó durante la República Restaurada.

## Periodismo durante la época
El Diario del Imperio, era el órgano oficial del gobierno imperial que contenía leyes, decretos, informes ministeriales, nombramientos de funcionarios y noticias relativas a la marcha de los negocios públicos, así como a las actividades oficiales y extraoficiales del Emperador y su cónyuge. Agricultura, industria, instrucción pública, hacienda, estadística y todo género de materias eran objeto de noticias y comentarios del portavoz del régimen. Respecto al derrumbe del Imperio, el diario continuó fidelísimo a Maximiliano y negó siempre que pudo la prisión del Archiduque en Querétaro, Su último número es del 18 de junio de 1867, un día antes de que el príncipe austriaco fuera acribillado por las balas republicanas en el Cerro de las Campanas.
Un último periódico conservador salió a la luz en 1867: La Sociedad Mercantil, dirigido por don Niceto de Zamacois. En Querétaro, entretanto, el general don Manuel Ramírez de Arellano publicó el Boletín de Noticias del ejército sitiado.En él se dio cabida a los partes falsos de Márquez y Vidaurrique supuestamente acudían ya a atacar la retaguardia del enemigo y a levantar el sitio.
20 años después de la caída de Querétaro, diversos órganos como El Diario del Hogar, El Monitor Republicano y otros, se enfrascaron en la violenta polémíca de la traición de López Sin embargo, el historiador Alfonso Junco (La Traición de Querétaro) ha demostrado con pruebas fehacientes la culpabilidad de Miguel López [cita requerida].

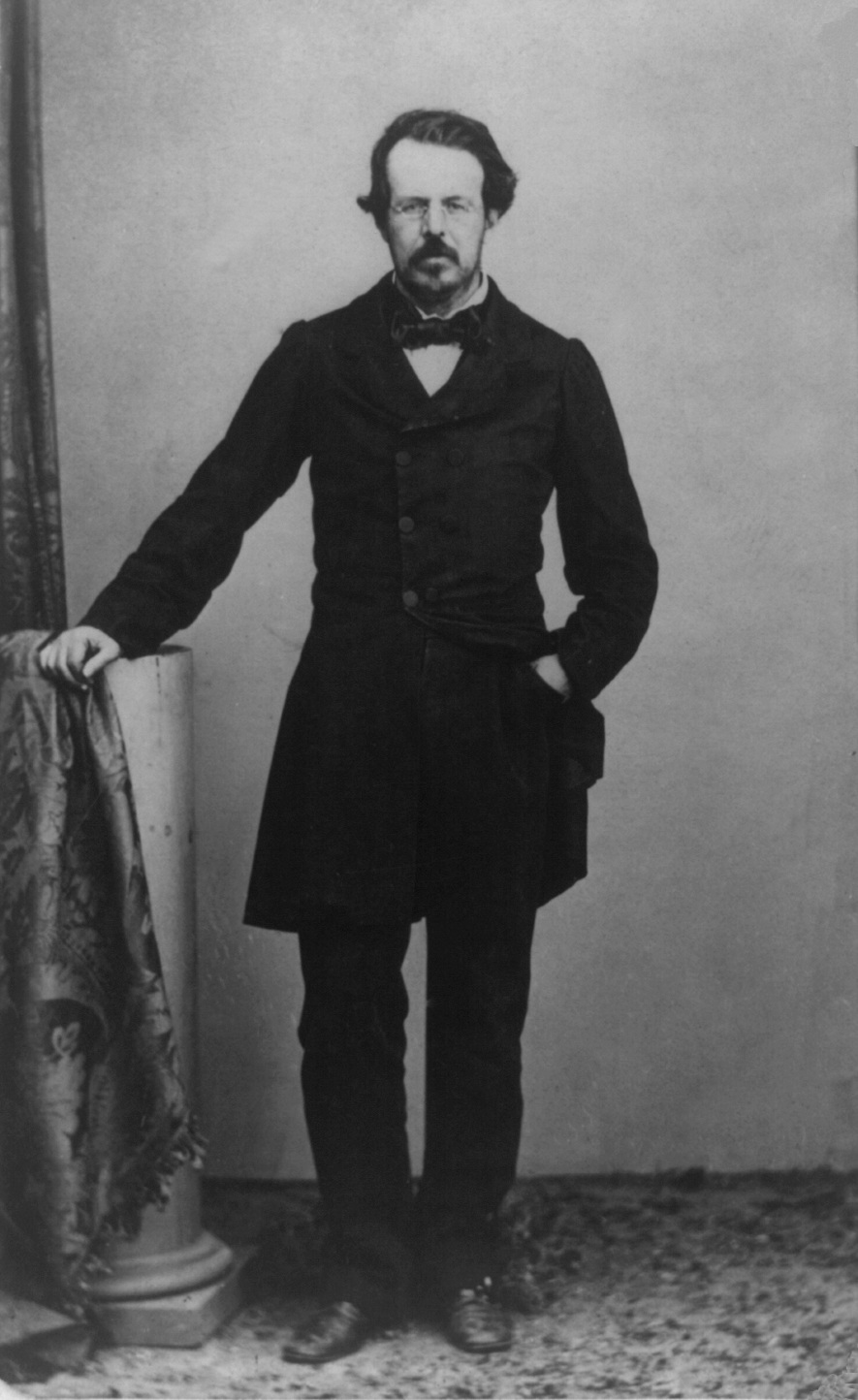
Guillermo Prieto logró el respeto y reconocimiento de sus contemporáneos.

Finalmente, existe una lista de órganos queretanos pertenecientes a la época tratada en este capítulo, aunque sin dato alguno sobre su aparición y cierre. Ellos son: El Progreso, El Observador Social, El Diablo Verde, La Sombra de Arteaga, La Palabra, Boletín Rojo, El Eco de la Verdad, La República, La Crónica, Sancho Panza, El Faro Queretano, El Eco de la Campana, La Espada de Damocles, El Renacimiento, El Pensamiento, La Nebulosa, El Micrófono, El Precursor, El Ángel de los niños, El Obrero Queretano, El Gorro Frigio, La Paz, La Idea, La Orinama, La Luz, La Abeja, El Sacristán, El Duende y La Pluma (20). En Puebla aparecieron en 1867: Hoja Suelta, Radical, Juventud, Bandera, Amigo del Pueblo, Estudiante, Roca, Verdad, Thatro Político y Boletín Municipal.
La capital mexicana vio nacer en 1868 la Revista Universal, El Recopilador, Ilustración Espírita, La Gaceta de Policía —que solo vivió un año—; La Sociedad Católica, del eminente conservador don Ignacio Aguilar y Marocho, El Correo de México —redactado por los liberales Guillermo Prieto, Ignacio Ramírez «El Nigromante» e Ignacio Manuel Altamirano—; La Guirnalda —de don Santiago Sierra, quien fue muerto en duelo por don Ireneo Paz—, El Semanario y La Vida en México. En Veracruz aparecieron ese mismo año El Observador y El Pensamiento de Veracruz, de don Justo Sierra y Manuel Díaz Mirón.
El 21 de marzo de 1868 —día en que Juárez cumplía 62 años— salió en Guadalajara La Chispa, que se inició con un furibundo ataque al régimen. El Solimán, El Entreacto, La Carcoma, La Civilización y La Idea Progresista fueron también de la capital de Jalisco.